# 馬爾科·西蒙諾維奇
馬爾科·西蒙諾維奇（1986年5月30日—），塞爾維亞籃球運動員，現在效力於法國球隊Élan Béarnais Pau-Orthez，他也是塞爾維亞國家男子籃球隊的一員。